# ツルナ・ゴーラ府主教領

ツルナ・ゴーラ府主教領
（モンテネグロ主教領）
Митрополство Црногорско (セルビア語)

ツルナ・ゴーラ府主教領(セルビア語: Митрополство Црногорско、ラテン音写: Mitropolstvo Crnogorsko)、またはモンテネグロ主教領(イタリア語: Principato vescovile di Montenegro)は1696年から1852年まで存在した神権国家である。

## 歴史
この府主教領はセルビア正教会のツェティニェ主教がオスマン帝国の支配から脱し、ツェティニェの教区を事実上のロシアの保護領に変換し、府主教（vladika）として支配したものである。   
歴史は、バルカン半島のほとんどを占領していたオスマン帝国との戦いでモンテネグロのいくつかの氏族を連携させたツェティニェの主教であるダニーロから始まる。ダニーロは主教でありながら世俗的統治権を持つ世襲制の主教公の地位を確立した。ダニーロの家系であるペトロヴィチ＝ニェゴシュ家は、ステファン・マリがロシア皇帝ピョートル3世であると称して統治した1767年から1773年までの期間を除き、モンテネグロを支配した。1764年からはヴェネツィア共和国の支援を受けたヨヴァン・ラドニッチがグヴェルナドゥールを称してモンテネグロの名目的な支配者となったが、ペトロヴィチ＝ニェゴシュ家の支配を崩すことはできなかった。1852年、主教公ダニーロ2世はクニャージ（公）となることを宣言し、モンテネグロは世俗的な公国となった。

## モンテネグロ主教公の一覧

### ペトロヴィチ＝ニェゴシュ家統治時代（前期）
- ダニーロ1世（英語版）(1696-1735)
- サヴァ・ペトロヴィチ（英語版）(1735–1781)

### ツェティニェ主教
- アルセニイェ・プラメナツ（英語版）(1781–1784)

### ペトロヴィチ＝ニェゴシュ家統治時代（後期）
- ペータル1世（英語版）(1782-1830)
- ペータル2世（英語版）(1830-1851)
- ダニーロ2世（英語版）(1851-1852)

## 参照
1. ↑  “Montenegro”.   Rulers.org. 2023年1月4日閲覧。
2. ↑  Victoria Clark, Why angels fall: a journey through Orthodox Europe from Byzantium to Kosovo (Perché gli angeli cadono: un viaggio attraverso l'Europa ortodossa da Bisanzio al Kosovo), p. 93
3. ↑  Robert Bideleux, Ian Jeffries, A history of eastern Europe: crisis and change (Storia dell'Europa orientale: crisi e cambiamento), pag. 86
4. ↑  Anthony Trollope, Saint Pauls, tomo 5, p. 430

## その他のプロジェクト
ウィキメディア・コモンズには、ツルナ・ゴーラ府主教領に関するカテゴリがあります。